# Укртелефільм
Українська студія телевізійних фільмів більш відома за скороченою назвою «Укртелефільм» — українська кіностудія заснована в 1965 році.Постановою Ради Міністрів УРСР у 1959 році було відведено земельну ділянку площею 4 га на березі Русанівського каналу для будівництва кінокомплексу з авто гаражем, двоповерховим адмін корпусом з кіно павільйоном,тон ательє, великим залом для перегляду кінофільмів та малим(директорським)залом для перегляду кінофільмів, цехом кінотехніки, звуко цехом та цехом комбінованих зйомок. До кінокомпексу входив надсучасний цех проявки кіноплівки та монтажу негативів і позитивів кінопродукції. Також на території студії «Укртелефільм» був розбитий великий яблуневий сад. У 1983 Держкомтелерадіо УРСР було збудовано новий відеокомплекс з двома великими павільйонами зі стаціонарними телекамерами та апаратними відеозапису та відеомонтажу, гримерними та реквізиторськими цехами. В відеокомплексі розміщувався відділ ТЖК (тележурналістський комплекс з переносною відеокамерою).
Згідно зі змінами до закону України «Про Суспільне мовлення» від травня 2016 року ДП «Укртелефільм» має перетворитися у ПАТ «Укртелефільм» і приєднатися до НСТУ (Національна суспільна телерадіокомпанія України) Провести перетворення має управитель державним підприємством Держкомітет телебачення і радіо України у термін з травня 2016 року..

## Історія
Кіностудію «Укртелефільм» засновано 1965 року. Належить до сфери управління Держкомтелерадіо України. Державне підприємство госпрозрахунковоі форми бюджетного фінансування через державне замовлення кіно відео продукції. Постановою Ради Міністрів УРСРу 1959 році відведено земельну ділянку для будівництва кіно знімального комплексу.
До 1983 року всі фільми продукувалися на кіноплівці, більша частина фільмокопій та вихідних матеріалів передавалась на зберігання до Центрального державного архіву кінофотофонодокументів України ім. Г. С. Пшеничного.Негативи також зберігались в сейфі(спеціально обладнаному приміщенні) «Укртелефільму».Це неоціненний доробок із національної історії, культури, духовності. Події, особистості навічно збережені на плівці для нащадків.
У 1983 році на базі новозбудованого відеокомплексу з двома павільйонами та відео апаратними було створено об‘єднання «Відеофільм» художній керівник та ініціатор Віктор Кісін, директор Світлана Степаненко. На унікальній базі відеокомплексу знімались документальні, музичні, художні фільми та відео вистави чотирикамерним способом з монтажем під час зйомок через студійну апаратну. Фактично за трансляцією великого за обсягом епізоду.

### 1988—2022
```
У 1988 році об’єднання «Відеофільм» було ліквідовано через запровадження нових форм господарювання під час «перебудови», заступник директора ДП студія «Укртелефільм» Віктор Павлович Аніщенко почав створення кінокооперативу «Либідь». Також було демонтовано та продано приватній фірмі унікальне обладнання з перегону фільмів з кіноплівки на відеоносії. Це обладнання дозволяло відновити коррекцію кольору під час перегону і не витрачати кошти на реставрацію.
```

З 2003 року керівництво ДП студія «Укртелефільм» Аніщенко В.,Артеменко І.,Бійма І.,за підтримки Голови Держкомтелерадіо України Чижа І.,розпочинають житлове будівництво на території ДП студія Укртелефільм. Керівництво студії звернулось до Держкомтелерадіо з пропозицією виділити частину території цілісного-майнового комплексу під забудову (інвестор будівництва московська компанія державних діячів РФ братів Мазурів). Держкомтелерадіо звернулось листом до КМДА з проханням дозволити будівництво та повідомленням, що не заперечує проти відведення частини території, на якій знаходиться студія під забудову. Для будівництва житлових будинків було знесено три цехи цілісного майнового комплексу студії у 2004 році без дозволу Фонду держмайна та актів обстеження. Так закінчилась славетна історія ДП студія Укртелефільм (ДП УСТФ).З початком житлового будівництва на території студії всі структури, які мають контролювати законність чи розвивати кіновиробництво, задіяні в корупційній боротьбі за квадратні метри житлової площі. Згідно ухваленому у 2014 році закону «Про суспільне мовлення» студія Укртелефільм мала увійти в НСТУ разом з іншими підприємствами сфери управління Держкомтелерадіо. Але у березні 2016 року Вікторія Сюмар, на той час голова Комітету ВРУ, вносить пропозицію про особливі умови для входження Укртелефільму до НСТУ. Передбачається перетворення Укртелефільму на публічне акціонерне товариство з метою подальшого приєднання до Національної суспільної телерадіокомпанії України.
Головне науково-експертне управлінні Верховної Ради України дає негативний висновок щодо підстав для особливого приєднання Укртелефільму до НСТУ, рекомендує відхилити зміни які мають корупційні ризики. Але з п‘ятого підряд внесення на голосування ВРУ проголосувала про особливий порядок входження ДП Укртелефільм до НСТУ у 2016 році.
У лютому 2018 за заявою Віктора Аніщенка та «трудового колективу» НАБУ відкриває досудове провадження та вручає підозру одному з колишніх генеральних директорів, призначеному наказом Голови Держкомтелерадіо на термін з червня 2017 по 2018 «Укртелефільму», про зловживання службовим становищем та використання підроблених документів, оскільки, за матеріалами слідства, ця особа у змові з іншими людьми протягом одного року 2017 відчужила на користь приватного підприємства майнові права на 67 об'єктів нерухомого майна (квартири, нежитлові приміщення, паркомісця), яке розташоване у Києві, що було зроблено з численними порушеннями процедури, зокрема, без погодження з Держкомтелерадіо і без участі Фонду держмайна Украіни. Через такі дії державі було завдано збитків на суму 68,72 млн грн. У квітні 2018 року судом визнано, що всі 24 квартири державного майна продані до 2016 року та зареєстровані в реєстрі майнових прав за приватними покупцями, ще 24 квартири передані як службове майно через житловий департамент КМДА у 2010 році, і ще 32 квартири приховані чи продані у період з 2008 по 2015 роки, також у листопаді 2018 судом було визнано договір купівлі-продажу від 2017 недійсним-фіктивним.
Слід зазначити, що обов‘язком Держкомтелерадіо є контроль за збереженням державного майна на підприємствах сфери управління Держкомтелерадіо. Також мала бути заборона на відчуження державного майна. Відчуження державного майна в Україні регламентовано Постановою Кабінету Міністрів України від 6 червня 2007 року 803 «Про затвердження Порядку відчуження об’єктів державної власності»
У серпні 2019 року Фонд держмайна продав за 5 мільйонів[уточнити] єдиний майновий комплекс ДСП «Укртелефільм», про що багато ЗМІ помилково повідомили як продаж єдиного майнового комплексу ДП «Укртелефільму» (відмінної від ДСП «Укртелефільм» структура).

## Нагороди
Тричі фільми студії були удостоєні Національної премії України ім. Т. Шевченка. Сотні нагород на престижних міжнародних і всесоюзних кінофестивалях і конкурсах засвідчують високий рівень студійних робіт.

## Фільмографія
За роки свого існування з 1965 року, Укртелефільм створив чимало як повнометражних стрічок, так і так званих «кінохронік», де у повному обсязі фіксувалися літератори, композитори, музиканти, вокалісти світового рівня, що на камеру виконували як свої власні твори, так і шедеври української та світової класики.
У 2009 році відбувся в повному обсязі перегон всього архіву студії на цифрові носії. Але керівники студії приховують цей факт, щоб постійно списувати гроші на «оцифрування», тому точно не відомо, скільки саме відеоробіт створила студія за часи свого існування. За твердженнями керівників студії, Укртелефільм створив майже 3000 найменувань відеопродукції різних напрямків українською та російською мовами. Зокрема:
- понад 1200 документальних фільмів
- понад 200 художніх фільмів, фільмів-вистав
- майже 1,5 тисяч музичних фільмів / мюзиклів

Серед найвідоміших фільмів студії Укртелефільм: «Сліпий дощ…» (режисер Віктор Гресь; Гран-прі Міжнародного кінофестивалю у Франції, 1969 р.), «Пізнай себе» (режисер Родіон Єфименко; Гран-прі Міжнародного кінофестивалю у Варні, 1971 р.), «Чорнобиль: Два кольори часу» (режисер Ігор Кобрин; Національна премія України ім. Т.Шевченка, 1992 р.), «Пастка» і «Злочин з багатьма невідомими» (режисер Олег Бійма; Національна премія України ім. Т. Шевченка, 1996 р.), серіали «Острів любові» (режисер Олег Бійма) і «Роксолана» (режисер Борис Небієрідзе) та багато інших документальних, музичних і художніх телефільмів.
Свого часу до 10-ї річниці Незалежності України на «Укртелефільмі» було створено документальний серіал (10 серій) «Десять кроків до світла», який був високо оцінений громадськістю і викликав неабиякий резонанс у суспільстві.

### Вибрані музичні фільми
- 1966 — «Соловей із села Маршинці» (рос.) (рум.)
- 1971 — «Червона рута»
- 1973 — «Перед концертом»
- 1974 — «Квартет імені Лисенка»
- 1974 — «Ти плюс я — весна»
- 1974 — «Хор народний»
- 1975 — «Пісня завжди з нами»
- 1976 — «Покликання»
- 1978 — «Казка як казка» (рос.)
- 1978 — «Образи»
- 1979 — «Весільний вінок»
- 1979 — «Автограф»
- 1980 — «Лючія ди Ламмермур» (рос.)
- 1981 — «Пісні Платона Майбороди»
- 1981 — «Розцвітає рута-м'ята»
- 1981 — «Солов'їний романс»
- 1982 — «Тополина земля»
- 1982 — «Земле моя світла»
- 1982 — «Фауст» (рос.)
- 1982 — «Усмішки Нечипорівки»
- 1982 — «Мелодії старого замку»
- 1985 — «Весняні варіації»
- 1986 — «Танцює Покуття»
- 1986 — «Дума»
- 1986 — «Монолог про любов»
- 1986 — «Вечорниці»
- 1987 — «Жити — це співати»
- 1989 — «Золоте серце» (рос.)
- 1989 — «А. Солов'яненко на сцені і поза сценою»
- 1990 — «Спогад»
- 1991 — «Полька з гоцем»
- 1991 — «Ой, да ішли хлопці з ярмарку»

### Вибрані документальні фільми
- 2003 — «Час темряви»

### Вибрані художні фільми
- 1969 — «Сліпий дощ…»
- 1971 — «Камінний господар»
- 1972 — «Рим, 17...»
- 1978 — «Ой не ходи, Грицю, та й на вечорниці»
- 1978 — «Наталка Полтавка»
- 1979 — «Хазяїн»
- 1981 — «Дівчина і море» (рос.)
- 1982 — «Хай він виступить» (рос.)
- 1983 — «Вечори на хуторі біля Диканьки» (рос.)
- 1983 — «Останній доказ королів» (рос.)
- 1984 — «Іванко і цар Поганин» (рос.)
- 1984 — «Украдене щастя»
- 1986 — «Жменяки»
- 1986 — «Блакитна троянда»
- 1987 — «Борис Годунов» (рос.)
- 1989 — «Хочу зробити зізнання»
- 1989 — «Гори димлять»
- 1989 — «Мазепа»
- 1990 — «Чорна пантера та Білий ведмідь» (рос.)
- 1991 — «Павло Полуботок»
- 1991 — «Вікно навпроти» (рос.)
- 1991 — «Гріх» (рос.)
- 1991 — «Народний Малахій»
- 1992 — «Америкен бой» (рос.)
- 1992 — «Ну, ти й відьма» (рос.)
- 1994 — «Тигролови»
- 1995 — «Акваріум» (пол.)
- 1996 — "Операція «Контракт»
- 2002 — «Прощання з Каїром»

### Вибрані телесеріали
- 1990 — «Далі польоту стріли»
- 1990—1996 — «Час збирати каміння»
- 1991 — «Мина Мазайло»
- 1993 — «Пастка»
- 1993 — «Сад Гетсиманський»
- 1993 — «Злочин з багатьма невідомими»
- 1993—1994 — «Царівна»
- 1995—1996 — «Острів любові»
- 1996—2003 — «Роксолана»
- 1998 — «Пристрасть»
- 1998 — «Посмішка звіра»
- 1998—1999 — «Сьомий перстень чаклунки» (рос.)
- 2005—2007 — «Запороги»

## Гендиректори
За роки діяльності студії її гендиректорами були:
- Леонід Мужук (1984—1995)
- Олександр Денисенко (1994—1995)
- Олег Бійма (2001—2007; в березні 2008 року суд визнав формальне порушення процедури звільнення Бійми у лютому 2007 під час перебування Бійми на лікарняному у лютому 2007року. 03.06.2008 повторно Наказом Держкомтелерадіо Бійма був звільнений через грубе порушення умов контракту).
- Володимир Кошара (2007—2009)
- Віктор Петренко (з серпня 2009 по 2010 в.о.директора ДП Укртелефільм[8] — 2016, в.о.)
- Юрій Сторожук (2010—2013)
- Віктор Петренко (2013—2016) в.о.генерального директора.
- Сергій Омельчук (2016—2017)
- Віктор Підлісний (2017—2018)
- Тарас Аврахов (2018 — донині)